# Lliga catalana de bàsquet femenina 2014-2015
La XXVI Lliga Nacional Catalana Femenina 2014 - Trofeu Centenari fou la vint-i-sisena edició de la Lliga catalana de bàsquet. La competició es celebra el 2 d'octubre de 2014 al Palau d'Esports de La Seu d'Urgell. Hi participaren el Cadí la Seu i l'Spar Citylift Girona que disputaren la cinquena final de forma consecutiva. Es proclamà campió el club gironí per 69 a 56, que sumà el seu cinquè títol consecutiu. Individualment, destacà l'actuació de l'aler americana amb passaport nigerià Ify Ibekwe, amb 25 punts i 13 rebots, i que rebé el trofeu MVP de la final.

## Final
| En negreta = Equip guanyador Pts = Punts Rebs = Rebots Assis = Assistències Val = Valoració Nota: Noms dels equips segons l'època |

| 3 d'octubre de 2014 18:30 Acta | Cadí la Seu                                                                 | 56–69 | Spar Citylift Girona                                             | Palau d'Esports de la Seu d'Urgell Assistència: 1.000 espectadors Àrbitres: T. Zamora i X. Lanza |
| 3 d'octubre de 2014 18:30 Acta | Resultats per quarts: 16-21, 15-21, 17-14, 8-13                             |       |                                                                  | Palau d'Esports de la Seu d'Urgell Assistència: 1.000 espectadors Àrbitres: T. Zamora i X. Lanza |
| 3 d'octubre de 2014 18:30 Acta | Pts: De Kleijin 17 Rebs: Syll, Tanner 5 Assist: Suárez 4 Val: De Kleijin 16 |       | Pts: Ibekwe 25 Rebs: Ibekwe 13 Assist: Chambers 4 Val: Ibekwe 40 | Palau d'Esports de la Seu d'Urgell Assistència: 1.000 espectadors Àrbitres: T. Zamora i X. Lanza |

| Cadí la Seu | Spar Citylift Girona |

| #                   | Nom                 | Pts | Rbs. | Ass. | Val. |
| ------------------- | ------------------- | --- | ---- | ---- | ---- |
| 5                   | Ana Suárez-Utrero   | 5   | 3    | 4    | -2   |
| 6                   | Maria Cerqueda      | N/D | N/D  | N/D  | N/D  |
| 7                   | Amy Syll            | 2   | 5    | 0    | 1    |
| 8                   | Hind Ben Abdelkader | 10  | 2    | 1    | 5    |
| 10                  | Marta Montoliu      | 0   | 0    | 0    | 0    |
| 11                  | Marlou de Kleijn    | 17  | 2    | 2    | 16   |
| 13                  | Tània Pérez         | N/D | N/D  | N/D  | N/D  |
| 14                  | Georgina Bahí       | 0   | 1    | 0    | -8   |
| 32                  | Tyrese Tanner       | 9   | 5    | 1    | 11   |
| 38                  | Nina Bogicevic      | 13  | 4    | 3    | 14   |
| Equip               | Equip               | 56  | 29   | 11   | 41   |
| Entrenador          |                     |     |      |      |      |
| Miquel Àngel Ortega |                     |     |      |      |      |

| Campió de la Lliga Catalana 2014-2015 |
| ------------------------------------- |
| Girona FC Cinquè títol                |
| MVP                                   |
| Ify Ibekwe                            |

| #             | Jugadora          | Pts | Rbs. | Ass. | Val. |
| ------------- | ----------------- | --- | ---- | ---- | ---- |
| 2             | Brittany Chambers | 18  | 4    | 4    | 20   |
| 5             | Pilar Comella     | N/D | N/D  | N/D  | N/D  |
| 6             | Anna Jodar        | 0   | 0    | 0    | 0    |
| 7             | Anna Carbó        | 10  | 1    | 1    | 11   |
| 8             | Èlia Ros          | 0   | 0    | 1    | -1   |
| 9             | Noemí Jordana     | 2   | 2    | 3    | 6    |
| 11            | Jael Freixanet    | 2   | 0    | 0    | 0    |
| 16            | Vita Kuktiene     | 4   | 2    | 0    | 3    |
| 22            | Iho López         | 0   | 1    | 0    | -1   |
| 25            | Ify Ibekwe        | 25  | 13   | 1    | 40   |
| 43            | Vanessa Gidden    | 8   | 1    | 1    | 1    |
| Equip         | Equip             | 69  | 27   | 11   | 79   |
| Entrenador    |                   |     |      |      |      |
| Ramon Jordana |                   |     |      |      |      |